# Corey Beaulieu
Pour les articles homonymes, voir Beaulieu et Corey Beaulieu (homonymie).
Corey Beaulieu, né à Brunswick dans l'État du Maine le 22 novembre 1983, est le guitariste du groupe de metal Trivium originaire de Floride.

## Biographie

### Du Maine à la Floride
Corey fit ses études au lycée Foxcroft Academy dans le Maine, où il pratiquait le hockey sur glace. Alors qu'il était à l'université, il avait entendu dire que Trivium recherchait un nouveau et deuxième lead guitariste. Bien qu'il fût dans un premier temps hésitant, il tenta sa chance et à sa grande surprise, il fut intégré au groupe pour finalement se faire un nom dans le monde du metal.

### Trivium
Aux côtés de Matt K. Heafy, Beaulieu est actuellement le lead guitarist de Trivium, qui les a rejoints après leur premier album sorti en 2003 "Ember to Inferno", album qui fit remarquer à Matt Heafy la nécessité d'avoir un deuxième guitariste.

## Matériel

### Guitares
Dans le passé, Corey utilisait principalement des guitares de la marque Jackson telle que la Jackson KV-2 Ghost Flames (qui peut être aperçue dans les bonus du DVD Roadrunner United) et DX10D, occasionnellement une B.C. Rich Warlock et une Ibanez bleue, jusqu'à ce que Rita Haney, partenaire de Dimebag Darrell (guitariste de Pantera et décédé en 2004) pendant plus de 20 ans, donne aux deux compères une des célèbres guitares de Dimebag, la Dean Razorback et en 2005, il a signé un contrat avec Dean Guitars. Beaulieu possède actuellement le seul modèle rouge jamais fabriqué de Razorback V. Cette Razorback V est de couleur rouge métallique avec le logo circulaire de Trivium placé entre les deux pickups et équipé aussi d'un Floyd Rose Locking Tremolo et d'un Seymour Duncan Dimebucker pour les pickups. Il a récemment quitté Dean Guitars et dans la vidéo de Throes of Perdition, on peut le voir jouer sur une Jackson V. Malgré le fait qu'il ait quitté Dean Guitars, on peut encore le voir jouer sur des guitares de cette marque pendant les concerts; de plus, il est actuellement en pourparlers avec plusieurs autres compagnies pour un nouveau contrat d'"endorsment". Jackson et DBZ Guitars se sont positionnées pour le faire signer. Dean Zelinsky, le fondateur de Dean Guitars et de DBZ Guitars dont il est l'actuel PDG a déclaré dans le forum officiel de DBZ Guitars qu'un modèle Venom doté de 7 cordes est actuellement fabriqué pour Corey. Ce dernier n'a pas encore annoncé avec quelle compagnie il s'était engagé. Lors des concerts, on peut le voir jouer sur une Jackson King V, une ESP DV8 Dave Mustaine Signature, et une DBZ Venom 7.
Il est aussi devenu ami avec la famille de Dimebag depuis sa mort, et a même été invité par Rita et Vinnie Paul à jouer avec ce dernier et Rex pour quelques chansons avec le groupe Gasoline. Dimebag est aussi une de ces influences majeures.
En résumé
- Jackson King V 2 USA Trans-Red
- ESP Dave Mustaine Signature DV8 Blanche
- DBZ Guitars Venom, Red with Black Bevels EMG 81/85 and original floyd rose bridge
- Jackson King V 2 USA Trans-Black
- Dean Corey Beaulieu Signature CKBV1122
- Dean Dime Razorback V's (Rouge avec une finition noire rouillé) - Tournée 2007
- Dean Dime Razorback V's (Rouge avec des bevels noirs(photo))
- Dean Dime Razorback V's (Explosion)
- Dean Dime Razorback V's (Skull V)
- Dean Dime Razorback Tribute (Rust)
- Dean Dime Dean From Hell
- B.C. Rich Warlock
- Ibanez RG270DX Bleue (EMG 81, s, 85 Pickups)
- Jackson King V 2 USA w/ Black Ghost Flame Graphics
- Jackson King V 2 USA Noire
- Jackson DX10D
- Epiphone Les Paul Standard (Première Guitare)

## Influences
Megadeth, Metallica, Iron Maiden, Testament, Pantera, Death, Dokken, Motley Crue, Danzig, Machine Head, Dio, Children of Bodom, Wasp, Iced Earth, Yngwie Malmsteen, Jason Becker, Michael Angelo Batio